# スティーブストン

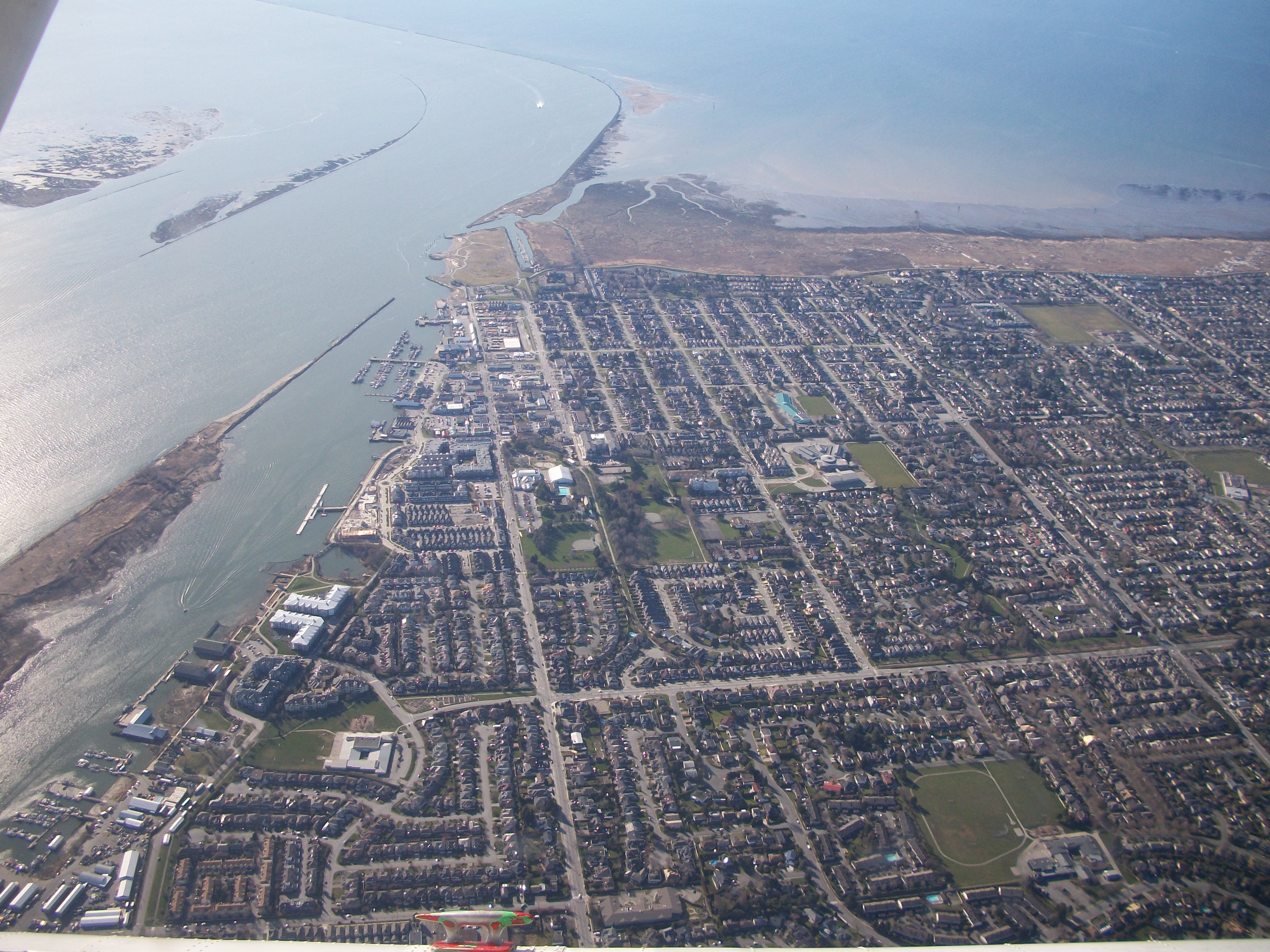
空撮

スティーブストン (Steveston) は、カナダ・ブリティッシュコロンビア州南西部の村。メトロバンクーバー地域リッチモンド市に属する。ジョージア海峡に面した漁村で、かつては鮭の缶詰加工業の中心地として栄えた。人口は約2万5000人（2016年）。
19世紀後半から日本人移民が多く住み、現在も大きな日系カナダ人コミュニティがある。日本の文献ではステブストンと記されることもある。

## 地理
ブリティッシュコロンビア州の大陸側、フレーザー川デルタに形成されたルル島の南西端に位置する。フレーザー川の南分流がジョージア海峡に注ぐ河口部に漁港が作られ、その北に村が発展した。
バンクーバーの中心街からは南へ17km、車で30分ほどの場所である。

## 歴史

### 草創

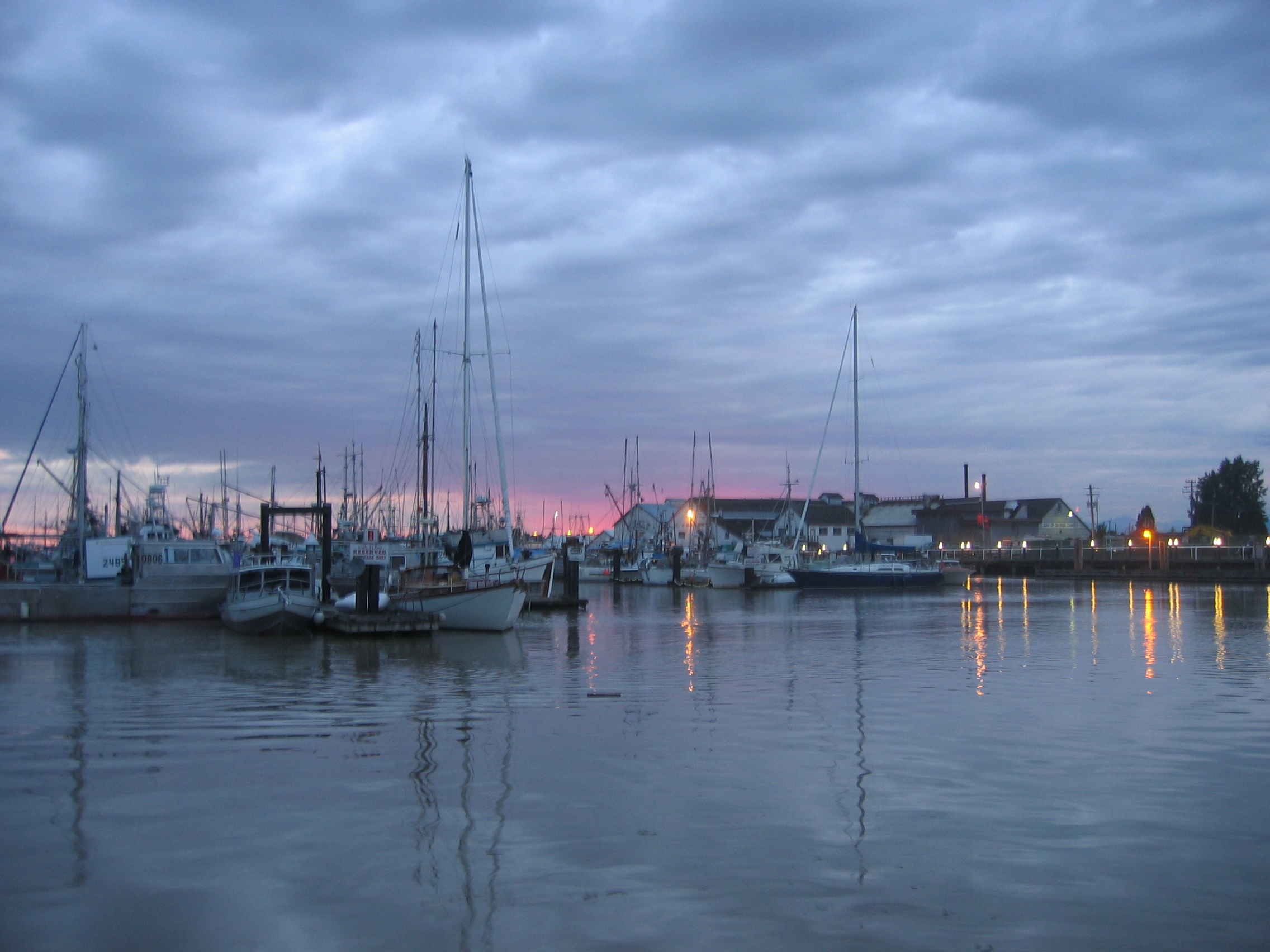
スティーブストンの漁港

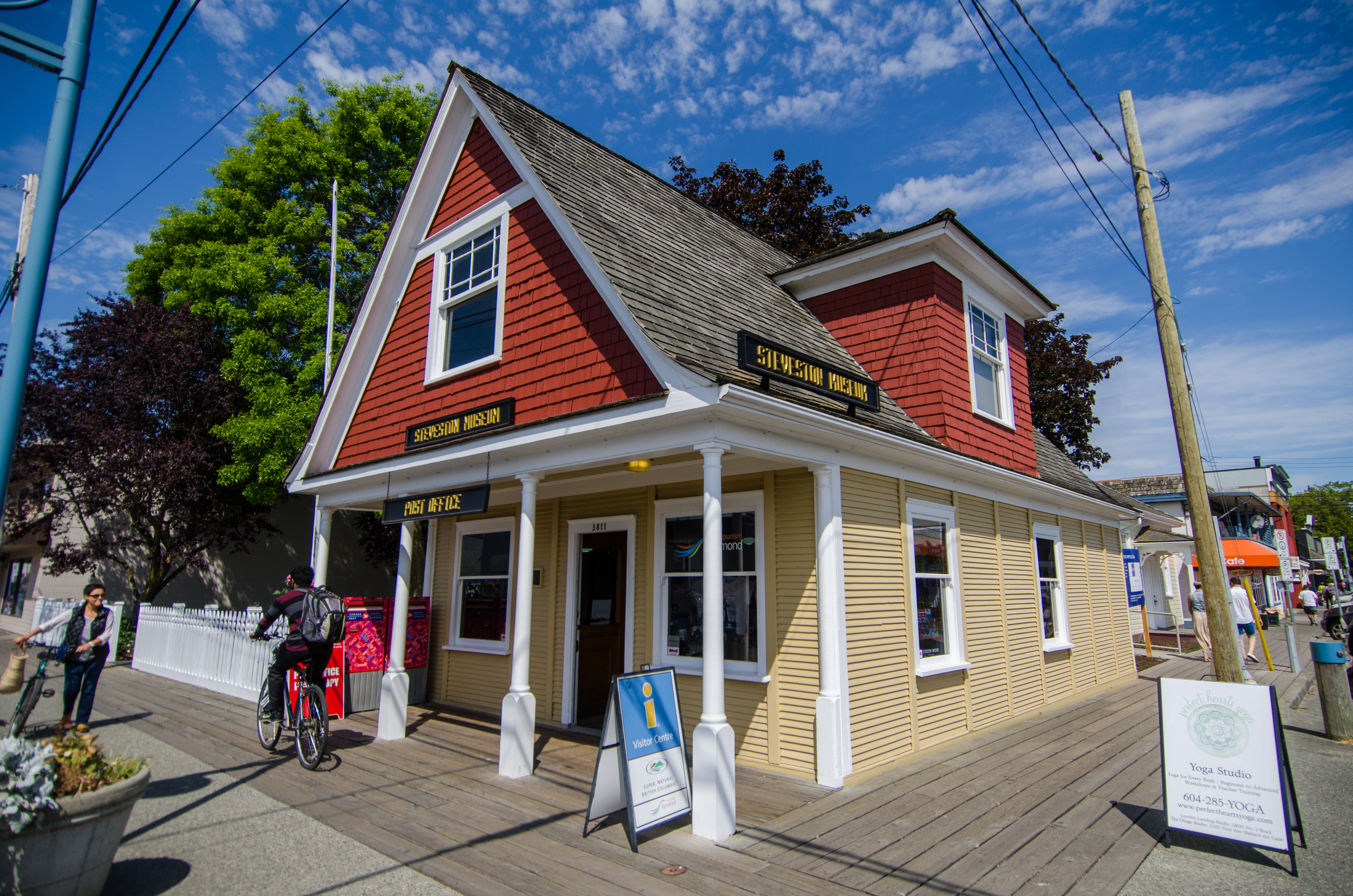
スティーブストン博物館（郵便局）

この村の名は、この地に定住した最初の白人であるマノア・スティーブス（Manoah Steves）に由来している。マノアは、英国自治領カナダの実業家・政治家であったウィリアム・ヘンリー・スティーブス（William Henry Steeves、1814～1873）のまたいとこであるが、姓の"e"を一つ落として"Steves"を称した。マノアとその家族は、東海岸のニューブランズウィック州モンクトンからオンタリオ州チャタムを経て、1877年ないし78年頃にこの地に到達した。実質的に居住地をひらいたのは彼の子のウィリアム・ハーバート（William Herbert Steves）で、この居住地が1889年にスティーブストンとなった。

### 繁栄
1882年、マーシャル・イングリッシュ（Marshall English）とサミュエル・マーティン（Samuel Martin）によって設立されたフェニックス社が、この村で最初にできた大きな鮭の缶詰加工工場である。1890年代には45の缶詰工場が立ち並んで村の約半分を占めるようになり、鮭漁とその缶詰加工がこの村の主産業となった。鮭の漁期である夏ごとに、この村には日本人・中国人・先住民、ヨーロッパ人の漁師や缶詰工場労働者が殺到し、やがて定住者の中に加わっていった。また水産業の発達は大小の造船業の発展に重要な役割を果たした。世界各地から帆船が港を訪れ、鮭の缶詰を積み込んでいった。
この村の繁栄が頂点に達したのは、第一次世界大戦前であった。スティーブストンは「鮭のまち」サーモノポリス（Salmonopolis）と謳われ、バンクーバーの好敵手と見なされていた。しかし、缶詰加工業はゆっくりと衰退し、1990年代にはついにその活動を停止した。往時の繁栄を物語るジョージア湾缶詰工場（後述）は、1994年に国定史跡に指定された。
現在は博物館を併設している郵便局は、かつてカナダロイヤル銀行の支店であった建物である（銀行は1970年代後半に道路の向かい側に移転した）。

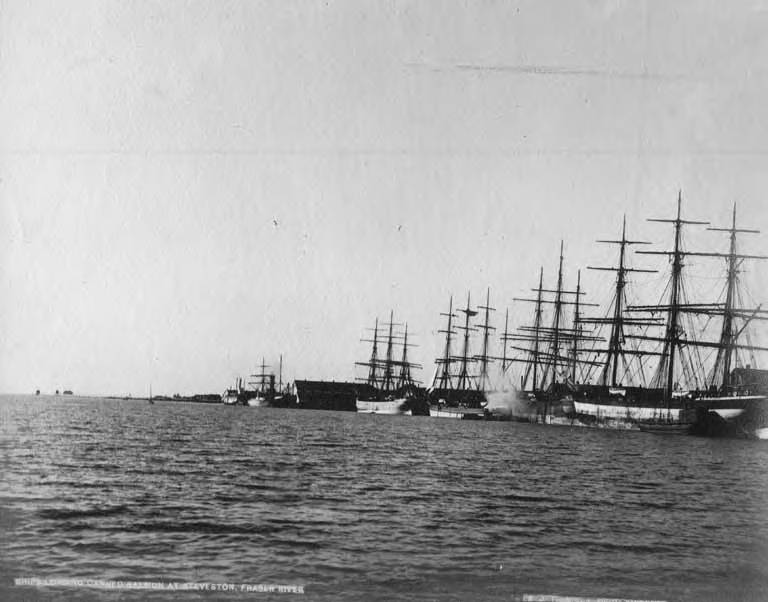
缶詰を積み込むために停泊する帆船（1898年）
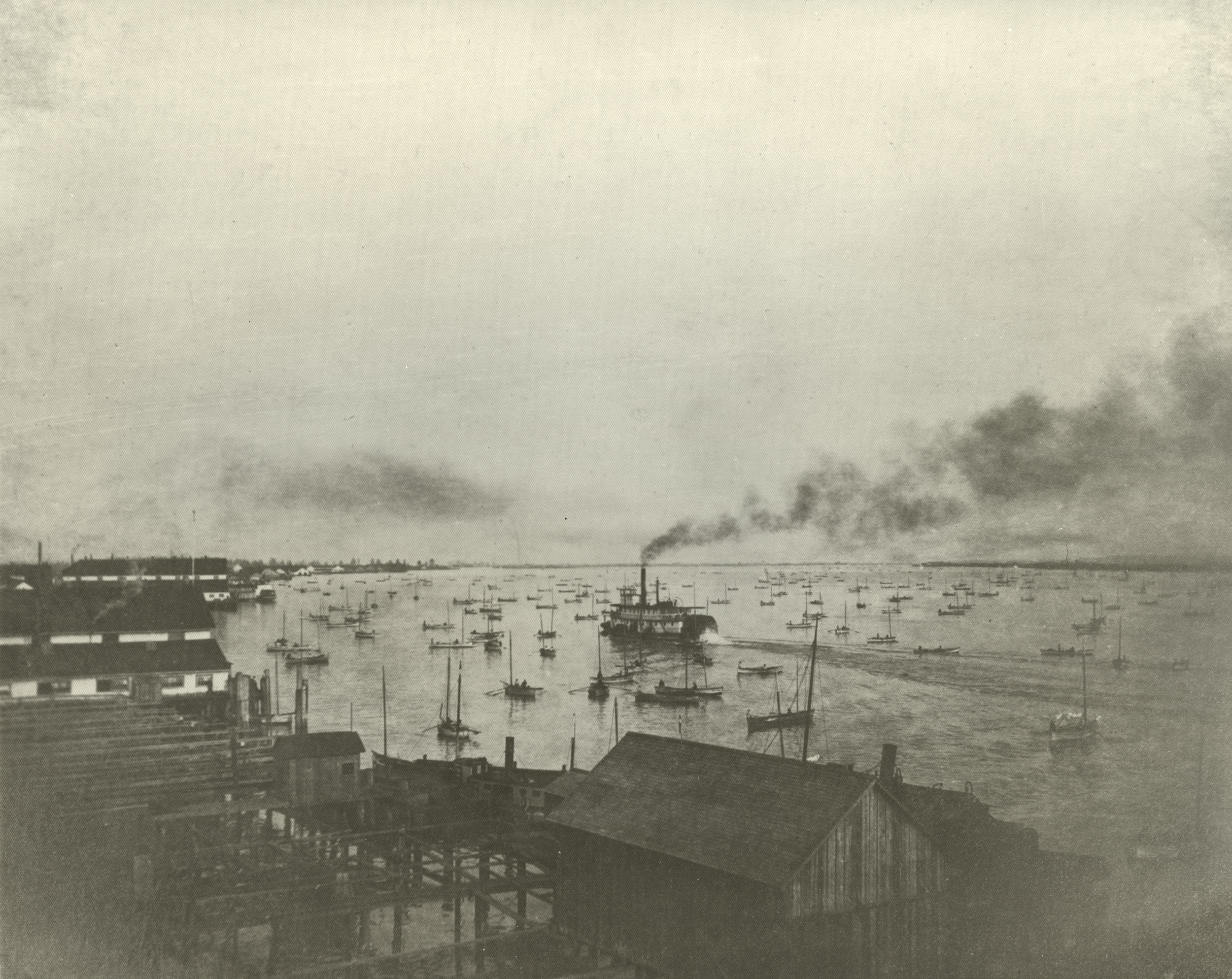
スティーブストンの埠頭と漁船（1900年頃）
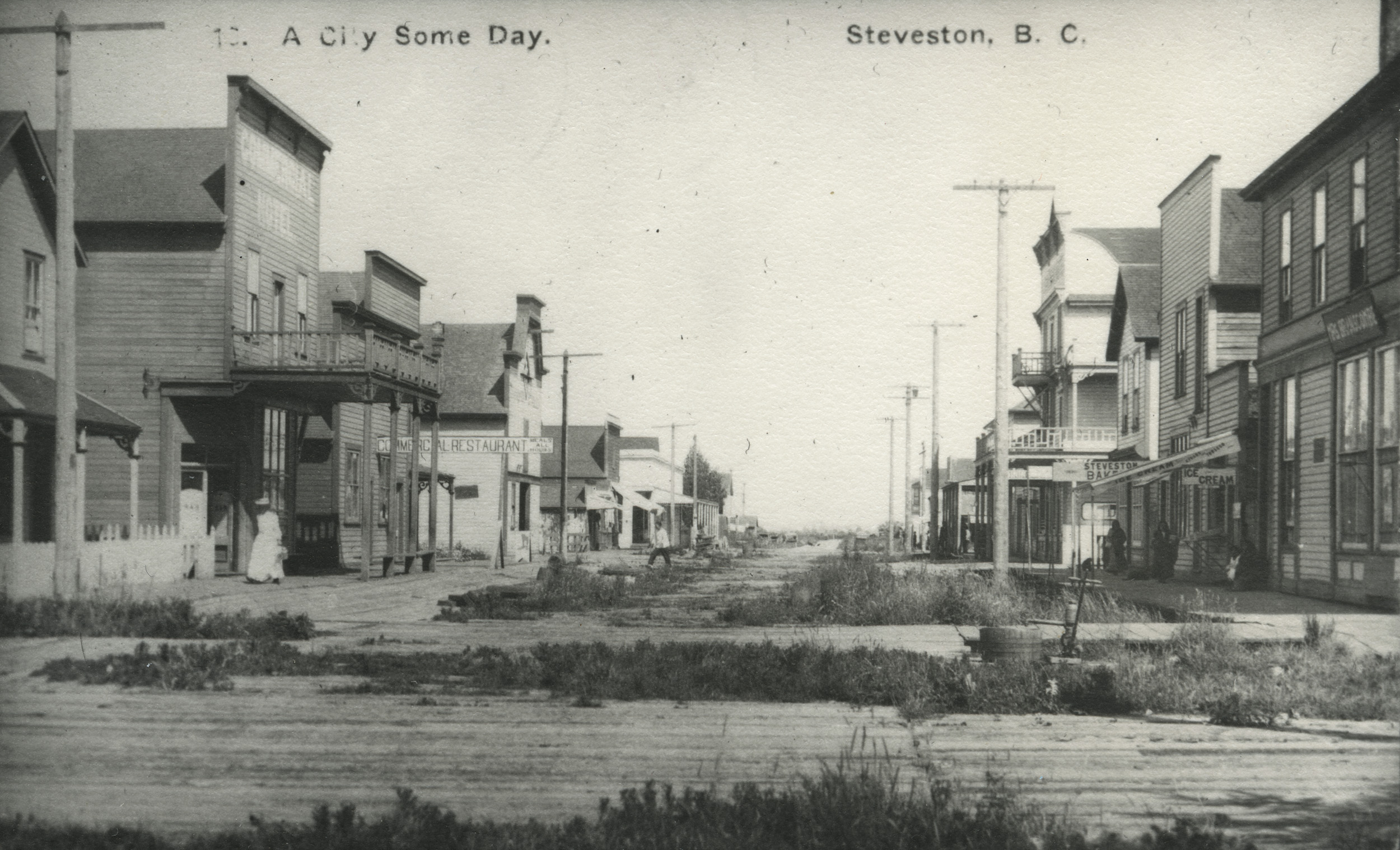
スティーブストンの街並み（1900年）
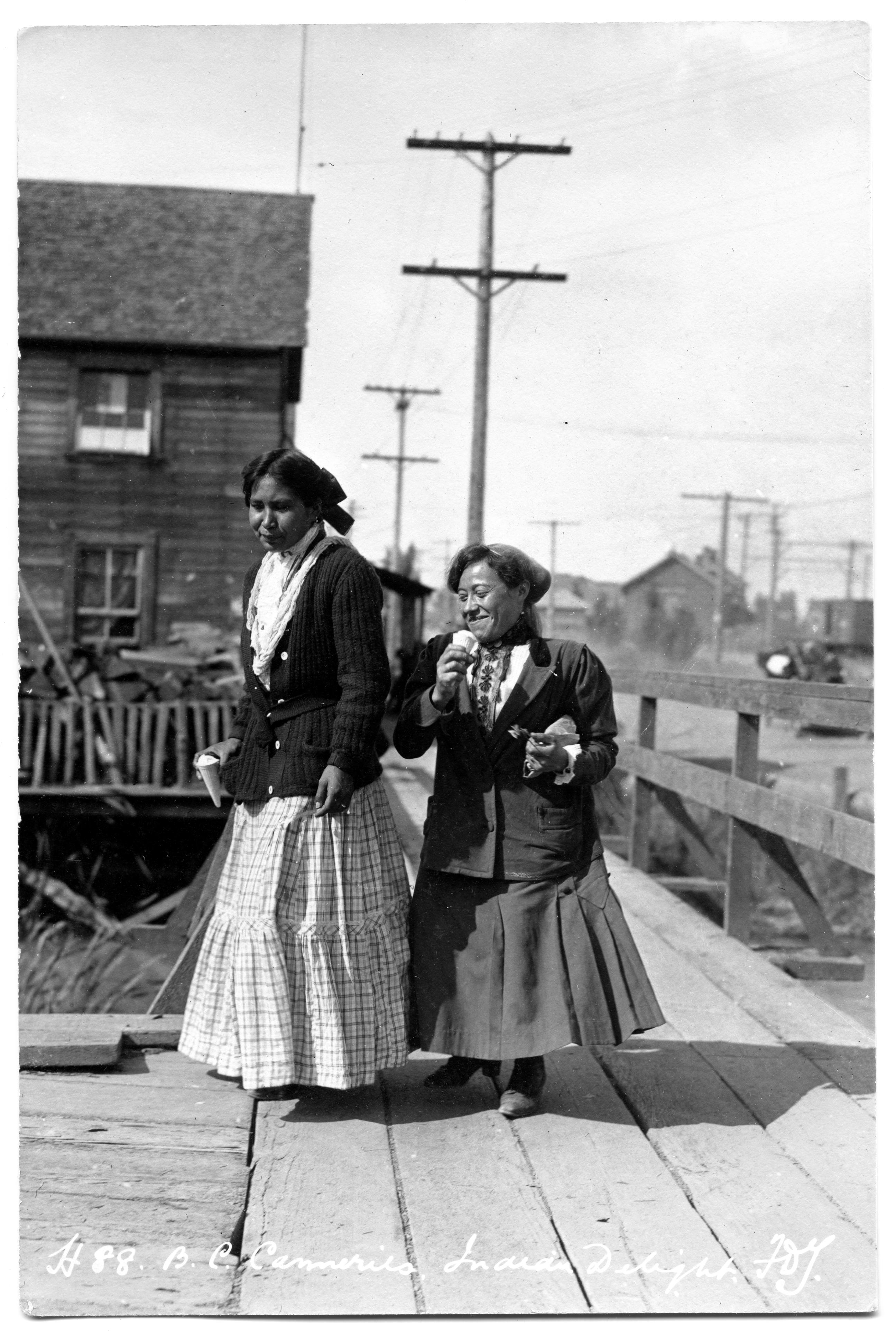
缶詰工場で働く先住民の女性がアイスクリームを食べている（1913年）

### 現在のスティーブストン
戦後のスティーブストンは、リッチモンドとともにバンクーバーの郊外住宅地として発展し、農地は住宅地へと変わった。活気ある漁港でもあった村は、1970年代以降、その歴史遺産としての特質と海岸部を利用した開発を進め、商業と観光業を誘致した。
2002年、スティーブストンは大型帆船のレース Tall Ships Challenge の開催地の一つとなり、ギャリーポイント・パークがバンクーバー地区の主会場となった。数百隻の帆船が海岸沿いに停泊し、40万人の人々がこれを見に集まった。このイベントは家族連れの目を楽しませたが、財政的には失敗であり、リッチモンド市議会からは強い批判を受けた。
映画やドラマのロケ地としてもしばしば使われる。テレビドラマ『ワンス・アポン・ア・タイム』（2011年-2017年）では舞台となる海辺の町「ストーリーブルック」の主要なロケ地のひとつとなった。『X-ファイル』シーズン1のエピソード「性を曲げるもの」「奇跡の人」（1994年放送）がここで撮影されたほか、テレビドラマでは『暗黒の戦士 ハイランダー』『スターゲイト SG-1』『スライダーズ』『スーパーナチュラル』の撮影に用いられた。映画では『最終絶叫計画』（2000年）、『きみがくれた未来』（2010年）、『GODZILLA ゴジラ』（2014年）、『パワーレンジャー』（2017年）などがある。

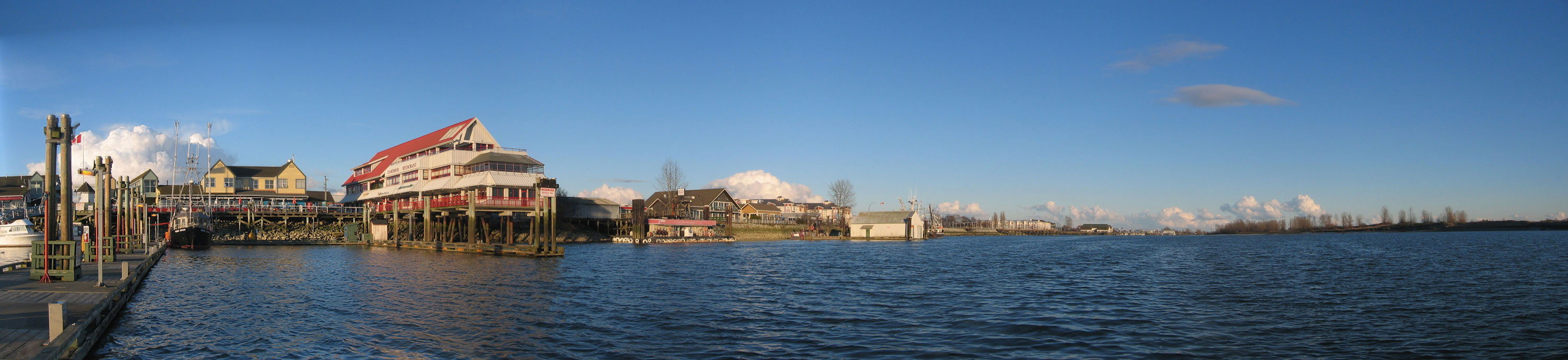
漁港から眺めるスティーブストンの海辺の家並み

## スティーブストンの日系カナダ人

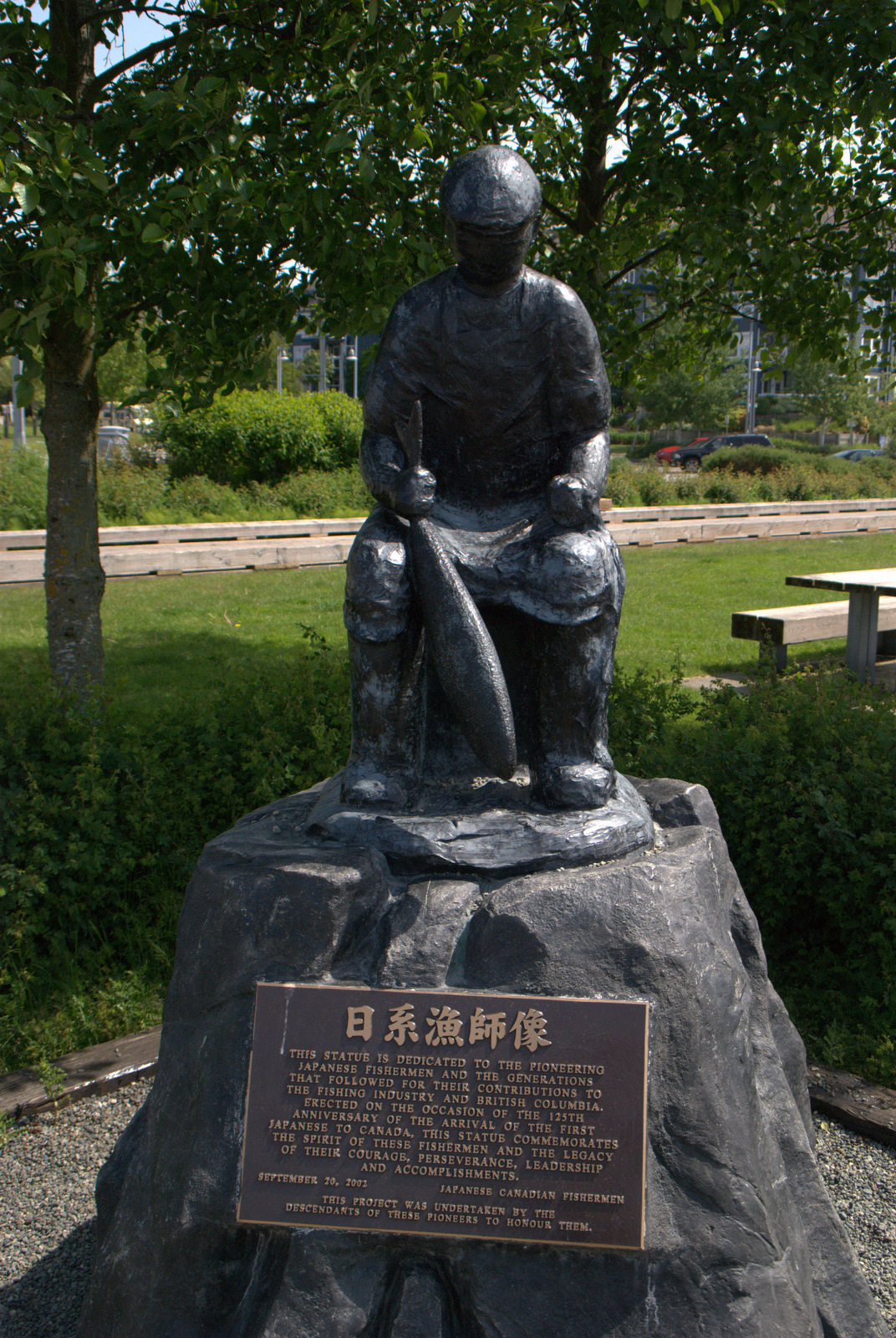
日系漁師像（2002年建立）

19世紀後半に始まった日本人移民は、第二次世界大戦までスティーブストンの人口の大きな部分を占めていた。また、カナダの日系社会においてもスティーブストンは最大の集住地であった。第二次世界大戦中の抑留を経て人口は減ったものの、現在も日系カナダ人のコミュニティがある。

### 移民のはじまり
鮭漁と缶詰生産には、漁期に多くの季節労働者を必要とした。カナダにはじめて渡航した日本人とされる永野万蔵も、フレーザー川河口付近で鮭漁に従事した一人である。のちに日系カナダ人の選挙権獲得運動に奔走する本間留吉は、1883年に18歳でスティーブストンに到着し、定住している。
1888年、単身スティーブストンに到着した和歌山県日高郡三尾村（現・美浜町）出身の工野儀兵衛は、当地の事情を郷里の漁村に伝え、多くの漁師たちを呼び寄せた。このためスティーブストンの日本人社会では三尾出身者が大きな比重を占めた。なお、移民を輩出した三尾村は通称アメリカ村と呼ばれるようになった。
鮭漁の繁忙期には数千人の日本人がこれに従事した。また定住して漁業を営む者も多くなった。1892年の州規則改正により、カナダ領海での漁撈には英国民に発給されるライセンスが必要となったため、日本人漁民は定住を経て英国籍を取得するようになった。

### 出稼ぎから定住へ

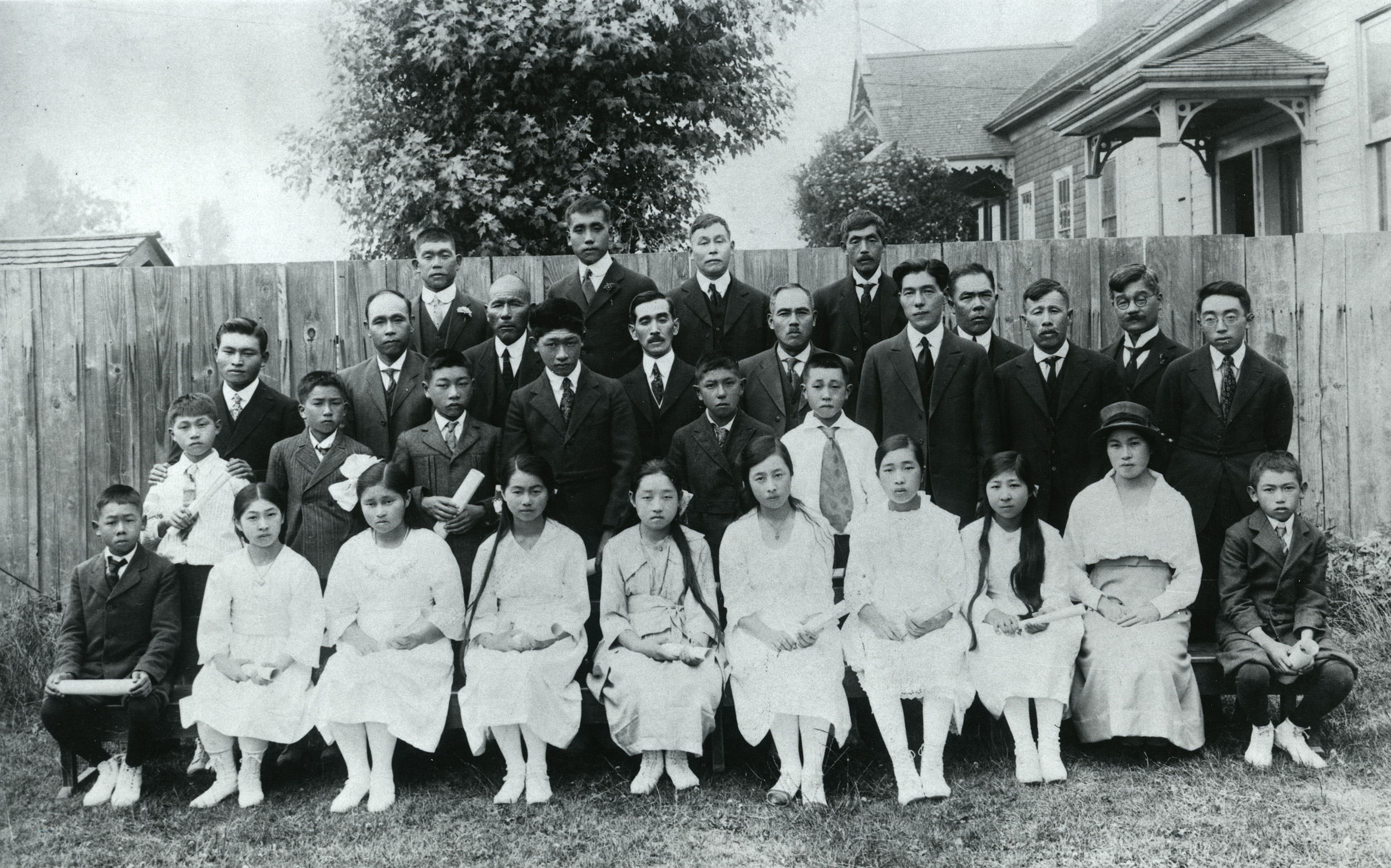
日本語学校にて（1924年）

1897年に本間留吉を総理（団体長）として日本人漁師の互助組合「フレーザー河日本人漁師団体」ができ、これは1900年に州の認可を受けて「フレーザー河日本人漁者慈善団体」となった。当初3400人余りが加入していたこの団体は、会員を英国国籍取得者に限り、1908年「スティブストン漁者慈善団体」と改めた。漁者団体は病院や学校・寺院など日系人社会の公的施設を運営するとともに、缶詰工場との交渉をおこなう労働組合としての性格も持っており、また地元白人社会による日系人排斥運動や州政府による排斥政策（漁撈ライセンスの削減など）に対処する役割を果たした。スティーブストンの日系社会の指導者の一人だった吉田慎也は1927年に「ステブストン農産会社」を設立し、農業にも事業を広げた。
この村には、カナダへの日本人移民史の多くの足跡が残されている。及川甚三郎は1896年にスティーブストンに来て事業を営んでいたが、1906年、郷里の人々83名を率いて貨物船水安丸でカナダへの密航を果たし、のちにフレーザー川の中洲（スティーブストンからは離れた場所にある）で開拓事業を行った。
第二次世界大戦は、スティーブストンの日系人コミュニティに深刻な打撃を与えた。1941年12月7日（現地時間）、真珠湾攻撃によって太平洋戦争が勃発したのを契機にまず日系人の漁船がカナダ海軍に接収され、ついで土地・家屋などの財産も没収されて、日本への帰国か内陸の収容所への移住かを迫られた（日系カナダ人#抑留）。これによりスティーブストンの日系人コミュニティは一旦消滅した。

### 戦後、そして現在

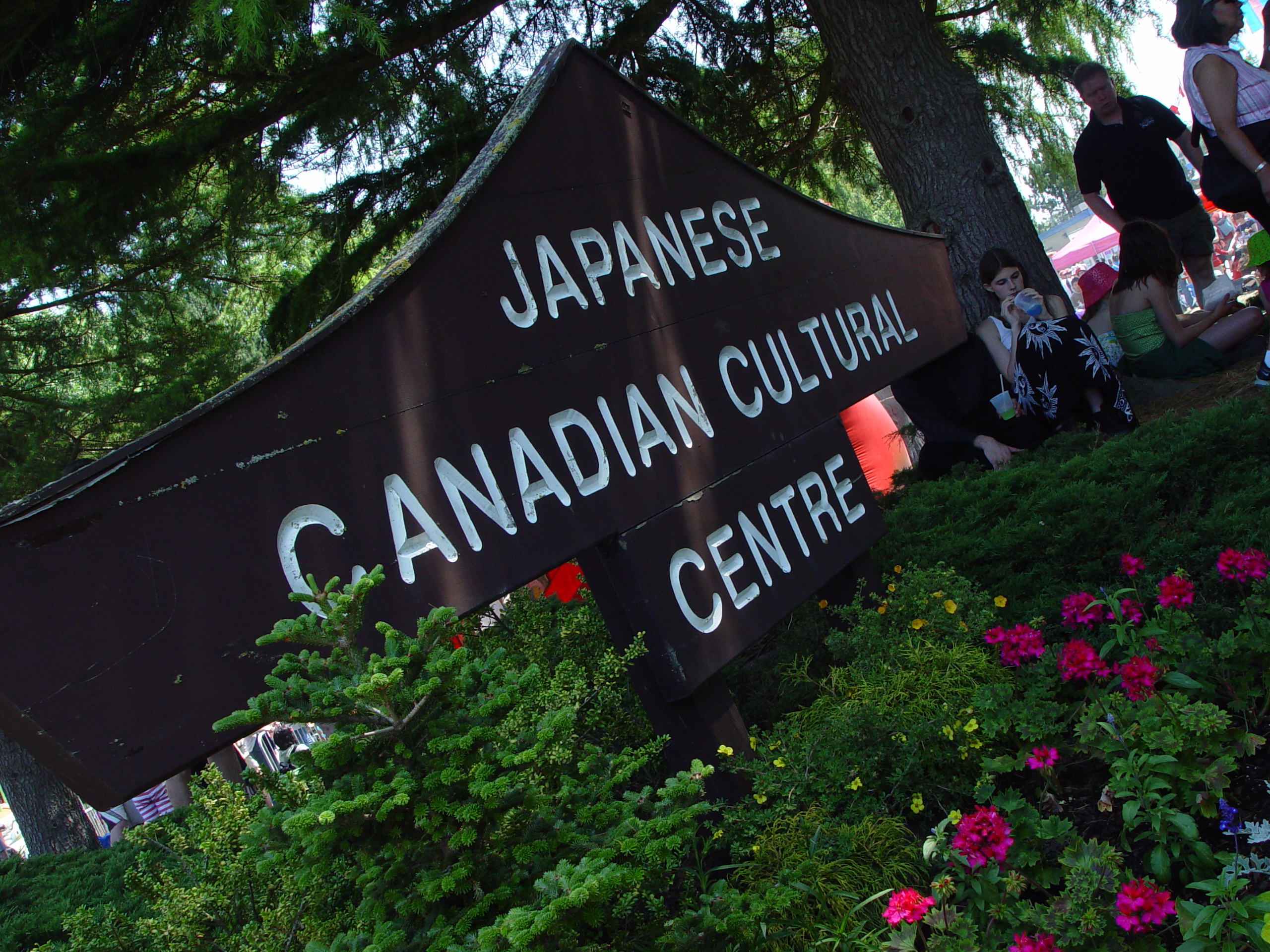
日系カナダ人文化センター（Japanese Canadian Cultural Centre）

戦後、抑留から解放された人々のうちスティーブストンに帰ってきたのは一部であったが、今日も大きな日系人コミュニティが存在しており、発展を続けている。たとえばこの村の柔道と格闘技の道場は抑留からの解放後に発展したものである。
1954年、当地の水産加工会社BCパッカーズ（BC Packers）の社長であるケン・フレーザーは、スティーブトンの日系カナダ人漁師に共同コミュニティセンター建設のための多大な寄付を行った（これは結局スティーブストン・コミュニティセンターとなった）。合意内容には、日系漁師の互助組合が柔道場を持つことも含まれていた。1969年、村での議論の結果、スティーブストンに日本式の武道場を建設することとなった。現在この村のランドマークとなっている武道センター（Martial arts centre）は、スティーブストン・コミュニティセンターの隣に位置している。1953年に設立されたスティーブストン柔道クラブ（Steveston Judo Club）はカナダでも有数の歴史と施設を持つ柔道クラブである。
初期の日系人たちの名は、トメキチ・ホンマ小学校（1990年開校、本間留吉に因む）や、ヨシダ通り（吉田慎也に因む）・ハヤシ通り、工野庭園（1989年、カナダ和歌山県人会がフレーザー川沿いに造園し、リッチモンド市へ寄贈）としてこの村に刻まれている。また、スティーブストン日本語学校（1911年設立）が現在も活動を続け、日系人・非日系人に日本語を教えている。

## 観光

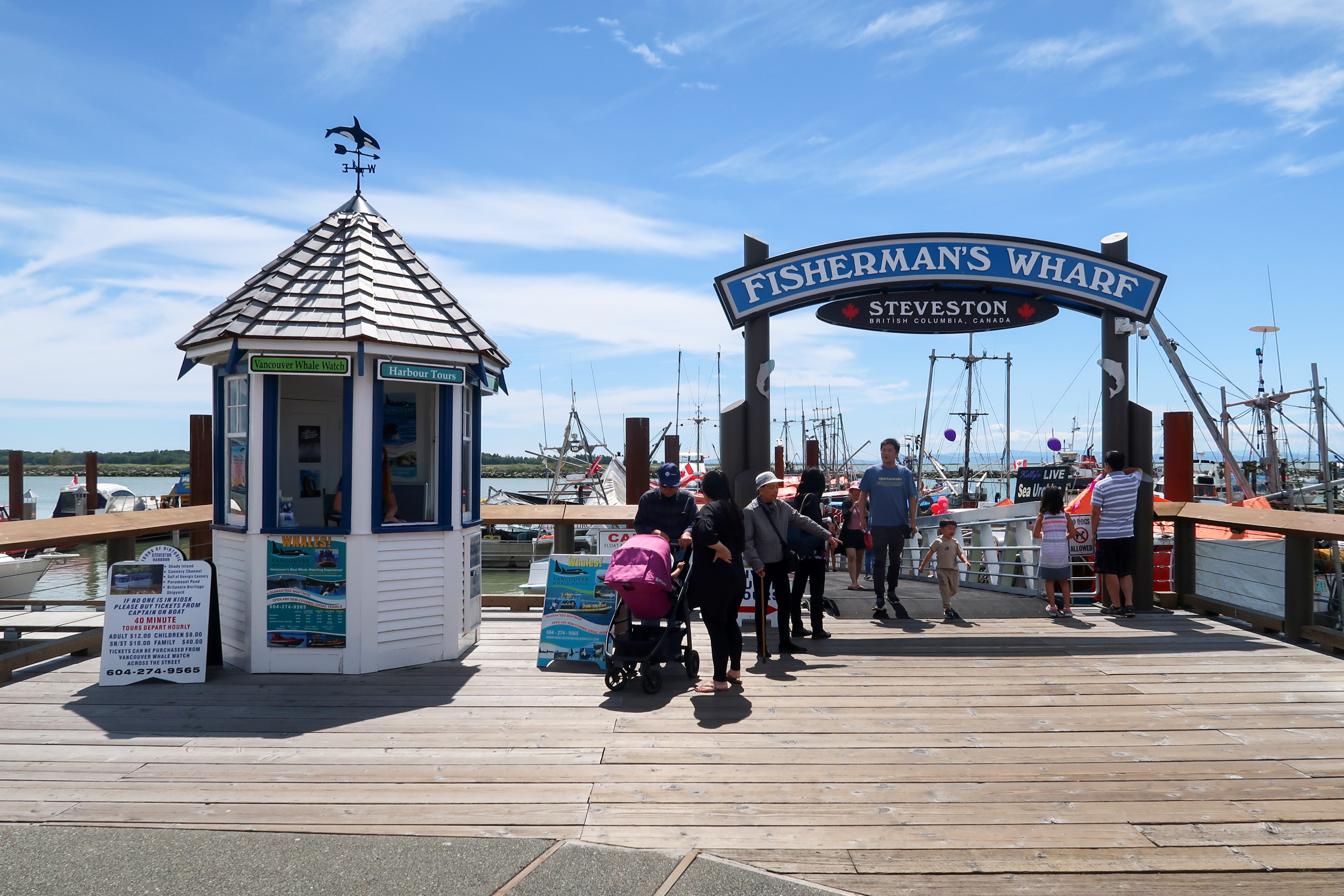
漁港の波止場

スティーブストンは、今日も古風で歴史を感じさせる漁村の趣を残している。スティーブストンは現在も600隻以上の漁船が母港とするカナダ有数の漁港であり、活発な漁業や、国定史跡「ジョージア湾缶詰工場」ほか歴史的建築物を擁する観光業のために急速な変化を遂げてきた。人口の増加に対応して、350以上の事業所数を誇り、訪れるにも住むにも人気のある場所となっている。晴れた日には、観光客が海岸に設けられた板敷きの道（ボードウォーク）を散策しながら、風景や人々や食べ物を堪能している。
1945年以降、毎年7月1日のカナダ・デー（建国記念日）にはスティーブストン・サーモン・フェスティバルを開催している。
- ギャリーポイント・パーク（Garry Point Park）

村の西南端（ルル島の西南端）に位置する、スティーブストン最大の公園である。「ギャリーポイント」の地名は、ハドソン湾会社の総督代理を務め、フレーザー川の航行可能な入口を見つけるためにこの土地を使ったニコラス・ギャリー（Nicholas Garry）に敬意を表して1827年に名付けられた。ロウアー・メインランド（Lower Mainland）の中でも数少ない、凧揚げに適した風と広さのある公園である。
この公園には、スティーブストン漁民記念碑（Steveston Fisherman's Memorial）もある。1996年に建てられたこの記念碑には、海で遭難したこの村の多くの漁師たちの名が刻まれており、かれらの勇気と献身を讃えている。

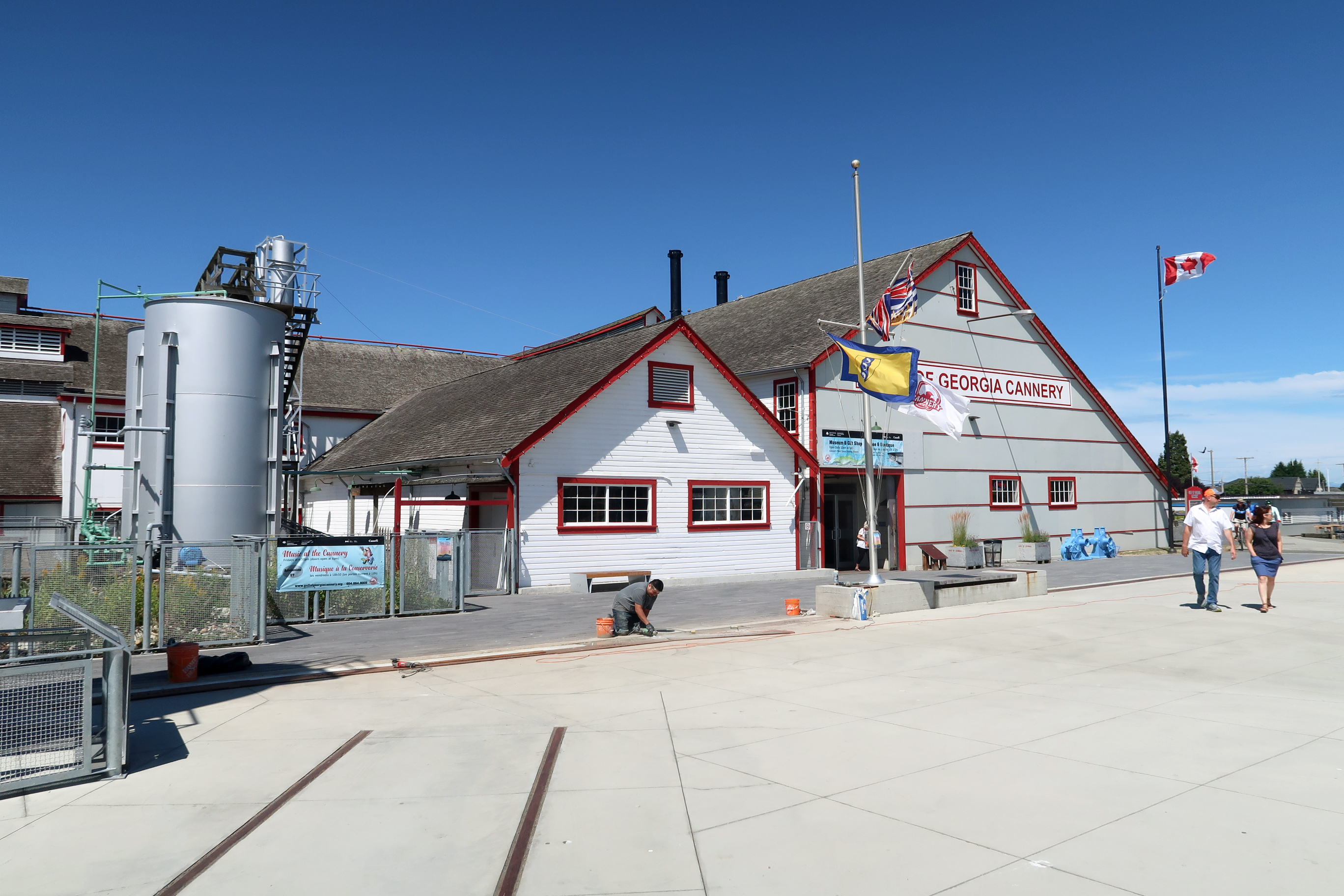
ジョージア湾缶詰工場

- ジョージア湾缶詰工場（Gulf of Georgia Cannery）

1894年に操業を開始したこの工場は、当時ブリティッシュコロンビア州最大の缶詰工場であり、また地域最大級の企業だった。年産250万個（1897年）の鮭缶生産と、さまざまな民族からなる多数の労働者を誇り、「モンスター・キャナリー（缶詰工場）」と呼ばれた。しかし1979年に工場は閉鎖され、その後は魚網倉庫として使われた。地元では保存運動が高まり、1994年に国定史跡・漁業博物館として公開された。
- ホエールウォッチング

現在、スティーブストンは「シャチへの玄関口」（The Gateway to the Orca）としても知られており、スティーブストンを母港とするホエールウォッチング産業も活発である。スティーブストンの沖合いに貴重なシャチやその他野生生物の生息地があり、シャチやアザラシやワシなどを観察するために多くの観光客や地元住民を乗せた船がジョージア湾を往来している。

## 関連書籍
- 鶴見和子『ステブストン物語―世界のなかの日本人』（中央公論社、1962年）

## 註
1. ↑  “=Richmond Hot Facts - Population” (pdf).   City of Richmond. 2020年1月21日閲覧。
2. ↑  Among the people of British Columbia.aspx?id=4017559, p. 282 (Ch. XXIII), Frances Elizabeth Herring, T. Fisher Unwin, London, 1903.
3. ↑  “Entering Storybrooke”.   Tourism Richmond. 2020年1月21日閲覧。
4. ↑  “Scary Movie (2000) Filming & Production”.   IMDb. 2020年1月21日閲覧。
5. ↑  “Power Rangers (2017) Filming & Production”.   IMDb. 2020年1月21日閲覧。
6. ↑  “Filming Location Matching "Steveston, Richmond, British Columbia, Canada" (Sorted by Popularity Ascending)”.   IMDb. 2020年1月21日閲覧。
7. ↑  本間留吉（1865～1945）：千葉県東葛飾郡鬼越村（現・市川市）出身。1945年、抑留地で没した。
8. ↑  菊池孝育 「日系カナダ移民史（その２）吉田慎也の生涯」（pdf）『盛岡大学短期大学部紀要』第3巻（1993年）、38ページ
9. ↑  前掲 菊池論文、38ページ、43～44ページ
10. ↑  吉田慎也（1882～1968）：岩手県水沢町＝現・奥州市出身。第二次大戦が勃発すると日本への帰国を選び、東京で没した。
11. ↑  前掲 菊池論文、44ページ
12. ↑  及川甚三郎（1854～1927）：宮城県登米郡米川村（現・登米市出身）。水安丸の航海を描いた小説に、新田次郎『密航船水安丸』がある。開拓に当たった中洲・ドン島は、「及川島」と通称された。